# Карур
Карур — місто в індійському штаті Тамілнаду. Є адміністративним центром однойменного округу.